# Ca la Miralles
Ca la Miralles és una obra del municipi d'Alcover (Alt Camp) inclosa en l'Inventari del Patrimoni Arquitectònic de Catalunya.

## Descripció
Es tracta d'un edifici de planta baixa, dos pisos, golfes i teulada amb ràfec. La disposició de les obertures de la façana és simètrica. A la planta baixa apareixen dues obertures: una finestra i la porta d'accés, ambdues d'arc de mig punt. Al primer pis hi ha un balcó corregut de dues portes, damunt de les quals, a l'altura del segon pis, es torben dues finestres rectangulars. A les golfes s'obren cinc finestres d'arc de mig punt. La façana és de pedra arrebossada. Centrat a la part superior apareix pintat un rellotge de sol, amb la inscripció de 1769.

## Història
Aquest edifici es va construir l'any 1769, d'acord amb la inscripció que apareix al rellotge de sol de la façana. L'obra es va fer un any després que la de la casa veïna, "Ca Malapeira", datada el 1768, època en què les edificacions de la immediata plaça Nova ja eren acabades. En aquesta casa va néixer, l'any 1877, Maria Doménech, escriptora que va participar en el moviment de promoció de la dona.